# Machina oblężnicza
Machina oblężnicza – urządzenie służące do niszczenia lub przełamywania umocnień i fortyfikacji.
Człowiek szybko nauczył się chronić swoje osiedla odpowiednimi fortyfikacjami – początkowo były to drewniane palisady, później, kamienne mury. Równolegle udoskonalano metody zdobywania tych fortyfikacji. Stosowano wysokie, wyposażane w drabiny wieże na kołach, które mogły bezpiecznie zbliżyć się do murów, umożliwiając bezpośredni atak na siły obrońców. Mobilne tarany służyły do rozbijania zamkowych bram. Katapulty i balisty miotały w stronę obrońców strzały, głazy lub płonące pociski.